# والتر پرز (بازیکن فوتبال)
والتر پرز (انگلیسی: Walter Pérez؛ زادهٔ ۲۳ اکتبر ۱۹۹۸) بازیکن فوتبال اهل آرژانتین است.
از باشگاه‌هایی که در آن بازی کرده‌است می‌توان به باشگاه فوتبال اتلتیکو هوراکان اشاره کرد.